# Menhir de la Haute-Borne (Fontaines-sur-Marne)

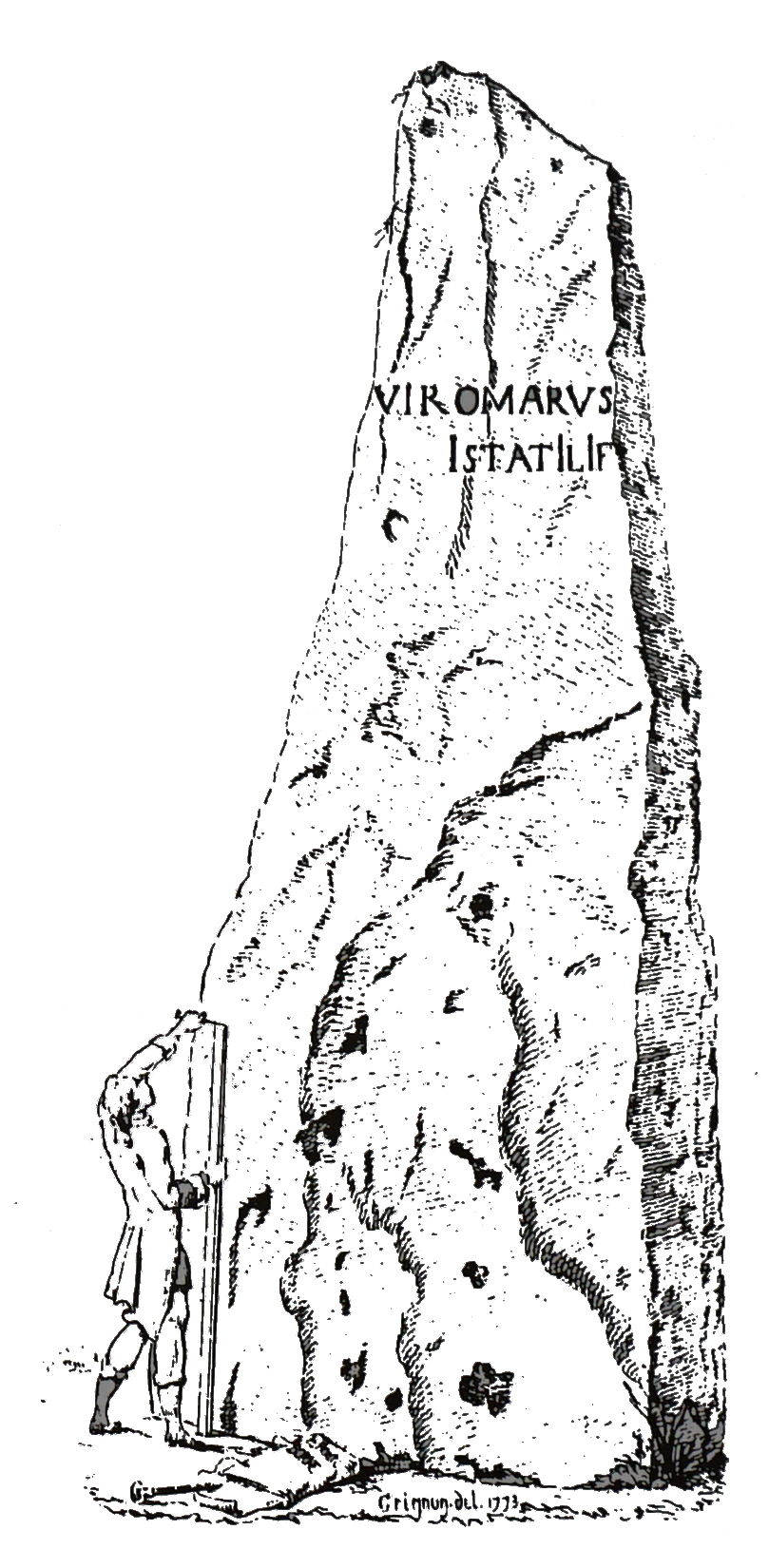
Menhir de la Haute-Borne

Der Menhir de la Haute-Borne befindet sich nordwestlich von Fontaines-sur-Marne im Norden des Département Haute-Marne in Frankreich. Er steht eingezäunt am Rand der alten Römerstraße von Segessera (Bar-sur-Aube) nach Nasium (Naix-aux-Forges).
Er wurde 1782 von einem Sturm umgestürzt, bei dieser Gelegenheit ist vielleicht der Riss entstanden, der jetzt zu sehen ist. Er lag etwa 60 Jahre am Boden, bevor er 1845 vom Präfekten Romieu aufgestellt wurde. Er wurde 1883 als Monument historique klassifiziert und ist der einzige geschützte Menhir im Département.
Der gleichnamige Menhir de la Haute-Borne in Saint-Germain-sur-Moine im Département Maine-et-Loire, wurde obwohl als Monument historique eingestuft vor 1967 zerstört.

## Beschreibung
Der neolithische Menhir aus lokalem Kalkstein ist 6,56 m hoch und hat auf der Höhe von 1,5 m eine Breite von 2,24 m. Seine Dicke variiert zwischen 0,45 m und 0,6 m. Die Messungen wurden zwischen 1782 und 1845 vom Abt Phulpin durchgeführt, während der Menhir lag.
Bei der Aufstellung wurde er in einer Tiefe von 1,0 m eingesetzt.
Es trägt in 3,41 m Höhe die lateinische Inschrift „VIROMARUS ISTATILIF“. Für Noël Spéranze und Louis Lepage entspricht das „F“ am Ende der Abkürzung von Filius und würde „Viromarus Sohn von Istatilus“ bedeuten.
Der Legende nach ist der Menhir eine Spinnwirtel, die eine Fee aus Lothringen verloren hat, als sie zu den Mühlen von Rachecourt-sur-Marne ging.